# 藤島城
藤島城（ふじしまじょう）は、山形県鶴岡市藤島にあった日本の城。市指定史跡。

## 概要
天守閣を持たない平城であり、本丸の周りには内堀が囲み、外堀は自然の河川である藤島川を利用している。周辺領域には、向楯、平形楯、古郡楯、柳久瀬楯、勝楽寺楯等の前衛支城を擁する難攻堅固な城であった。
築城された時期は、資料が残っていないため不明であるが、和銅年間（西暦708年から714年）に、平（平形）に国府が置かれた時の府城ではないかと考えられ、出羽守や鎮守府将軍の居城であった。
現在、本丸跡には八幡神社の社が建っており、二の丸と三の丸跡は山形県立庄内農業高等学校の校舎と敷地になっている。

## 来歴
- 1333年（元弘3年）、葉室光顕が出羽国司として下向する。
- 1351年（南朝：正平6年、北朝：観応2年）、北畠顕信が守永親王を奉じて挙兵する。
- 南北城時代より土佐林氏の居城となる。
- 1571年（元亀2年）、丸岡兵庫頭（後の大宝寺義興）が城主となる。
- 1590年（天正18年）、太閤検地の際、地侍が農民を扇動し一揆を起こして篭城する。
- 1615年（元和元年）、最上氏の改易によって廃城となる。
- 1976年（昭和51年）、藤島町指定文化財史跡（現・鶴岡市指定文化財史跡）となる。

## 所在地
- 所在住所 - 〒999-7601 鶴岡市藤島古楯跡